# Mioptachys flavicauda
Mioptachys flavicauda är en skalbaggsart som beskrevs av Thomas Say 1823. Mioptachys flavicauda ingår i släktet Mioptachys och familjen jordlöpare. Inga underarter finns listade i Catalogue of Life.